# La Fille sur la banquette arrière
 (décembre 2023).
Pour plus de détails, voir Fiche technique et Distribution.
La Fille sur la banquette arrière (Romantic Comedy) est un film américain réalisé par Arthur Hiller, sorti en 1983.

## Fiche technique
- Titre original : Romantic Comedy
- Titre français : La Fille sur la banquette arrière
- Réalisation : Arthur Hiller
- Scénario : Bernard Slade
- Photographie : David M. Walsh
- Montage : John C. Howard
- Musique : Marvin Hamlisch
- Production : Morton Gottlieb et Walter Mirisch
- Pays de production : États-Unis
- Format : Couleurs - 1,85:1 - Mono
- Genre : Comédie romantique
- Durée : 103 minutes
- Date de sortie : 1983

## Distribution
- Dudley Moore : Jason Kramer
- Mary Steenburgen : Phoebe Craddock
- Frances Sternhagen : Blanche Dailey
- Janet Eilber : Allison St. James
- Robyn Douglass : Kate Mallory
- Ron Leibman : Leo Jessup